# Fertilizzazione
Per fertilizzazione, in agronomia, s'intende l'apporto di un materiale di qualsiasi natura, detto fertilizzante, con lo scopo di migliorare uno o più aspetti della fertilità del terreno. Dal punto di vista tecnico, i fertilizzanti sono distinti in tre categorie, in funzione del tipo di fertilità con cui interagiscono.

## Ammendanti
Sono ammendanti quei fertilizzanti che migliorano le proprietà fisiche del terreno e, attraverso queste, influenzano le proprietà chimiche e quelle biologiche. È perciò da considerarsi ammendante un materiale che equilibri una tessitura anomala o che conferisca struttura ad un terreno incoerente o che ne migliori lo stato strutturale stabilizzandolo. Ad esempio, sono da considerarsi ammendanti, nel contesto specifico, i seguenti materiali:
- materiali argillosi, limitatamente all'apporto in terreni sabbiosi (azione equilibrante sulla tessitura);
- sabbia, limitatamente all'apporto in terreni argillosi (azione equilibrante sulla tessitura);
- letame o altro materiale organico che incrementi il tenore di humus nel terreno (azione migliorativa e stabilizzante sulla struttura).

Gli interventi ammendanti finalizzati alla modifica della tessitura richiedono consistenti apporti di materiale, dell'ordine di centinaia di tonnellate ad ettaro per ogni decimetro di profondità. Anche nell'ipotesi di disponibilità di materiale a basso costo, l'onere economico per il trasporto, la distribuzione e l'incorporamento è tale da rendere questi interventi poco convenienti e, comunque, sostenibili solo su piccole superfici e per scopi particolari. Un effetto ammendante secondario si ha con la bonifica per colmata quando si impiegano acque contenenti materiale in sospensione.
Gli interventi ammendanti finalizzati al miglioramento e alla stabilizzazione della struttura richiedono apporti di fertilizzanti organici più contenuti, dell'ordine di decine di tonnellate ad ettaro in caso di interventi straordinari o di poche tonnellate ad ettaro in caso di interventi periodici. La limitata disponibilità di ammendanti organici e i costi di trasporto e distribuzione non trascurabili fanno sì che tali interventi siano effettuati per lo più in contesti specifici. Nella pratica agricola ordinaria, per tradizione, l'apporto di letame a scopo ammendante si esegue nei seguenti casi:
- come intervento straordinario prima dell'impianto di un frutteto o di un vigneto;
- come intervento periodico prima della semina della coltura da rinnovo nell'ambito di una rotazione colturale;
- come intervento sistematico nelle colture ad alto reddito (ortofloricoltura) praticate su terreni sciolti.

## Correttivi
Sono correttivi quei fertilizzanti che migliorano l'acidità del terreno spostando il pH da valori anomali verso la neutralità. Potenzialmente hanno azione correttiva tutti quei materiali che sono costituzionalmente o fisiologicamente acidi o alcalini. Sono tradizionalmente considerati correttivi la calce e il calcare nei terreni a reazione acida, e lo zolfo e il gesso nei terreni basici con alcalinità costituzionale (terreni calcarei).
L'efficacia dei correttivi è condizionata da vari fattori:
1. Comportamento chimico dei componenti prevalenti. In questo caso è fondamentale la composizione del correttivo e la natura chimica dei suoi componenti: le basi e gli acidi hanno un'azione correttiva più efficace dei sali, la cui azione è fondamentalmente dovuta a fenomeni di idrolisi salina o di assorbimento selettivo da parte delle piante (materiali fisiologicamente acidi o basici). Ad esempio, la calce e lo zolfo hanno un'azione correttiva più efficace, rispettivamente, del calcare e del gesso.
2. Grado di finezza del materiale. Il grado di finezza ha riflessi sulla superficie di sviluppo ed è di particolare importanza per i correttivi rappresentati da sali poco solubili come il calcare e il gesso. Questi materiali, infatti, hanno un'efficacia relativa, come correttivi, solo se finemente macinati, mentre la frantumazione grossolana li rende sostanzialmente inerti.
3. Potere tampone del terreno. Il complesso di scambio del terreno e, in misura minore, la composizione della frazione minerale della soluzione circolante hanno un intrinseco potere tamponante che tende a compensare le variazioni di pH. Il potere tampone si manifesta in maniera più intensa proprio nei confronti degli interventi correttivi, in ogni caso varia in funzione delle cause che sono alla base della reazione anomale.

L'opportunità di un intervento correttivo è determinata dalle reali necessità, dalla sostenibilità economica e dall'efficacia intrinseca dell'intervento, soprattutto in relazione al potere tampone del terreno. Il concorso di questi fattori rende varia notevolmente secondo il contesto:
- Terreni sodici. I terreni con alcalinità di assorbimento, dovuta ad un eccesso di sodio nel complesso di scambio e di sali di sodio a idrolisi alcalina nella soluzione circolante (carbonato di sodio e bicarbonato di sodio), presentano problemi agronomici tali da rendere poco opportuna, se non del tutto sconveniente, la correzione. La scarsa vocazione agronomica è infatti dovuta agli effetti negativi del sodio sulla struttura del terreno, che prevalgono sull'interferenza, da parte del pH, con la nutrizione minerale delle piante.
- Terreni calcarei. I terreni con alcalinità costituzionale, dovuta ad un eccesso di calcare attivo possono essere corretti con l'apporto di zolfo o di gesso, con efficacia subordinata all'effettivo potere tampone del terreno. I correttivi acidificanti hanno un costo relativamente alto che difficilmente può essere compensato dalla remuneratività dei benefici della correzione. Va anche precisato che i terreni calcarei possono offrire buone prestazioni di produttività con un'adeguata scelta delle colture (specie agraria, cultivar, portinnesto) e con l'adozione di opportuni accorgimenti agronomici.
- Terreni acidi. In questi terreni la reazione anomala rappresenta il principale fattore limitante in quanto interferisce negativamente sulla nutrizione minerale, sia per la carenza di basi (in particolare il calcio), sia per l'insolubilizzazione del fosforo. In subordine all'effetto tampone, i terreni acidi sono perciò quelli che rispondono meglio alla correzione del pH.

Per le ragioni sopra esposte, l'opportunità degli interventi correttivi è valutata quasi esclusivamente per la correzione dei terreni acidi, anche in virtù del costo più accessibile della calce. I quantitativi di correttivo necessari per l'intervento possono essere stimati per mezzo dell'analisi chimica, con la determinazione del fabbisogno in calce. Questa determinazione, condotta in laboratorio, segue una procedura standard che si discosta più o meno marcatamente dalle reali condizioni operative e, in genere, il risultato in laboratorio sottovaluta l'effettivo fabbisogno, soprattutto a causa della complessità dei fattori in gioco nel determinare il potere tampone del terreno.
In generale il costo della correzione di un terreno acido è tale da non permettere sensibili variazioni della reazione, tuttavia, l'aumento di pochi decimi di unità di pH può consentire un ampliamento della gamma di scelta delle specie coltivabili al punto di rendere economicamente conveniente la correzione.

## Concimi
Sono concimi quei fertilizzanti che migliorano la dotazione del terreno in uno o più elementi della fertilità. Questi fertilizzanti sono perciò apportati al fine di aumentare la dotazione di un terreno povero (concimazione di fondo) o per soddisfare i fabbisogni nutritivi di una coltura senza incorrere nel depauperamento della fertilità del suolo (concimazione ordinaria di produzione).
I concimi sono i fertilizzanti di maggior impiego in agricoltura e il loro impiego si rende necessario soprattutto in un'agricoltura di tipo intensivo, volta ad ottenere rese unitarie elevate. In altre condizioni, il mancato ricorso alla concimazione comporta un lento ma progressivo impoverimento del terreno, che in tempi più o meno lunghi va incontro a fenomeni di insterilimento. Questo problema è particolarmente sentito nelle aree tropicali dei paesi in via di sviluppo, dove la messa a coltura dei terreni naturali, in assenza di interventi di fertilizzazione, intensifica il processo della desertificazione a causa del modesto potere assorbente del terreno e del dilavamento degli elementi nutritivi nei climi piovosi.
I concimi si classificano principalmente in funzione dell'origine del materiale e della composizione chimica, con riferimento al contenuto in uno o più elementi principali della fertilità (azoto, fosforo, potassio).
In base al primo criterio, i concimi sono distinti in tre categorie:
- Concimi organici. Sono materiali di origine biologica, animale o vegetale, utilizzati tali e quali o opportunamente trattati. Sono concimi organici, ad esempio, il letame, il compost, la pollina, ecc.
- Concimi minerali o chimici. Sono materiali ottenuti da una sintesi chimica in un processo industriale (es. l'urea) oppure dall'estrazione con eventuale trattamento industriale (es. il perfosfato minerale, il cloruro di potassio).
- Concimi organominerali. Sono materiali ottenuti dalla miscelazione di concimi organici con concimi chimici o dal trattamento di materiali organici con agenti chimici.

In base al secondo criterio, applicato fondamentalmente per i concimi chimici, i concimi sono così classificati:
- Concimi ternari: contengono i tre macroelementi principali della fertilità (NPK).
- Concimi binari: contengono solo due macroelementi principali della fertilità. Si distinguono in azoto-potassici (NK), azoto-fosfatici (NP) e fosfopotassici (PK).
- Concimi semplici: contengono un solo macroelemento principale della fertilità, associato eventualmente ad uno o più macroelementi secondari (calcio, zolfo, magnesio) o a microlementi (ferro, rame, boro, ecc.). Si distinguono in azotati, fosfatici e potassici.

I quantitativi di fertilizzante impiegati con la concimazione sono sensibilmente inferiori a quelli apportati per un effetto ammendante o per una correzione del pH, fatto questo che rende spesso remunerativo questo intervento di fertilizzazione. Le dosi di concime variano in funzione di diversi fattori, quali la natura e il titolo del concime, il fabbisogno delle coltivazioni, le rese quantitative e qualitative attese, l'impatto ambientale, gli aspetti normativi, ecc.
Gli apporti sono decisamente minimi, dell'ordine di pochi quintali ad ettaro all'anno, nel caso dei concimi chimici: dosi eccessivamente alte hanno effetti negativi più o meno gravi sulla produzione dovuti all'aumento della salinità del suolo, all'eventuale fitotossicità, all'insorgenza di fenomeni di antagonismo fra elementi nutritivi, all'interferenza con le relazioni trofiche tra pianta agraria e parassiti, ecc. A questi si devono aggiungere eventuali danni all'ambiente, dovuti per lo più all'inquinamento delle falde acquifere e potenziali rischi per la salute, legati all'accumulo di nitrati nei prodotti agricoli.
Nel caso dei concimi organici, provvisti di un titolo molto più basso rispetto ai concimi chimici, le dosi tecnicamente ammissibili sono sensibilmente più alte e variano da poche decine di quintali ad ettaro all'anno fino a qualche centinaio. I fattori che limitano i quantitativi, in questo caso, sono di natura economica (costo eccessivo di trasporto e distribuzione), tecnica (basso rapporto carbonio-azoto con conseguente tendenza ad una rapida mineralizzazione), ambientale (rischio di inquinamento dell'aria per l'emanazione di cattivi odori e delle falde).
È altamente sconsigliato l’utilizzo di concimi naturali e non nella coltura idroponico (o vertical farming). L’utilizzo della stessa è correlato alla comparsa di gastriti, ulcere e tumore al colon.